# Енріке Іразокі
Енрі́ке Іразо́кі (ісп. Enrique Irazoqui; 5 липня 1944, Барселона, Іспанія — 16 вересня 2020) — іспанський кіноактор, професор літератури, експерт в області інформаційних технологій і штучного інтелекту. Прославився виконанням ролі Ісуса у фільмі 1964 року «Євангеліє від Матвія» режисера П'єра Паоло Пазоліні.

## Біографія
Народився в сім'ї іспанця та італійки. Навчався економіки в університеті, захоплювався шахами, брав участь в антифранкістському русі. Після закінчення університету Енріке від'їжджає до Америки, де захищає докторську дисертацію з літературознавства, а з часом отримує позицію професора в одному з коледжів. Там же бере участь в організації перших комп'ютерних шахових турнірів. Повернувся до Іспанію після смерті Франко.
У 1964 році під час поїздки до Італії отримав запрошення режисера П'єра Паоло Пазоліні зіграти головну роль Ісуса Христа у фільмі «Євангеліє від Матвія», що принесла йому світову славу.
Після «Євангелія» знявся ще у кількох стрічках барселонської кіношколи, але вони не змогли перевершити успіх першої ролі.
Працював редактором щорічного часопису про шахи Computer Chess Digest. Відомий також як організатор комп'ютерних турнірів (Cadaqués Computer Tournament) у Кадакесі.
У 2002 році був арбітром матчу між шаховою програмою Fritz та чемпіоном світу з шахів Володимиром Крамником у Бахрейні, який закінчився нічиєю.
У 2011 Енріке Іразокі отримав титул Почесного громадянина міста Матера, Італія.

## Ролі в кіно
- 1964 — Євангеліє від Матвія / Il vangelo secondo Matteo — Ісус Христос (головна роль)
- 1966 — Ніч червоного вина / Noche de vino tinto — головна роль
- 1966 — Данте не тільки суворий / Dante no es únicamente severo — головна роль
- 1992 — Довга зима / El largo invierno — Huésped
- 1992 — Як самотність / A la soledat